# Rue Saint-Aubin
Pour les articles homonymes, voir Saint-Aubin.
La rue Saint-Aubin  est une voie de la commune d'Angers, département de Maine-et-Loire, en France.

## Situation et accès
Située en plein centre de la ville c'est la rue commerçante la plus longue d'Angers avec la rue de la Roë. C'est l'une des cinq grandes rues piétonnes du centre-ville avec la rue d'Alsace, la rue Lenepveu, la rue de la Roë et la rue Saint-Laud. Chaque semaine, près de 70 000 personnes empruntent la Rue Saint-Aubin.
Située au sud de la Place Sainte-Croix où se trouve la Maison d'Adam, la rue aboutit sur le Boulevard Foch, l'une des artères les plus connues de la ville. La tour Saint-Aubin, quant à elle, se situe à deux pas sur la rue des Lices, perpendiculaire à la Rue Saint-Aubin, où sont installées de nombreuses boutiques de luxe. La rue est aussi traversée par la rue Voltaire à l'est, l'une des plus belles rues de la ville avec ses immeubles à l'architecture haussmanienne.
Commerces
Étant la plus longue rue commerçante d'Angers, elle comporte de nombreux magasins vestimentaires tels que Mim, Etam, Max Mara, Burton, Benetton, Jules, Celio, Lacoste, Sergent Major, Z, Catimini, Jacadi, Tartine et chocolat, etc. Mais aussi quelques bars-café, de nombreux snacks et vendeurs de viennoiseries comme la Mie Câline y sont implantés.
Transports urbains
La rue étant piétonne, aucun véhicule n'a le droit d'y circuler sauf les véhicules de marchandises et les vélos.
Les lignes de bus les plus proches se trouvent sur le boulevard Foch, l'arrêt étant celui de Foch/Saint-Aubin. Il y a 5 lignes : 1, 2, 3, 4 et 7.
Mais aussi Place Saint-Croix, avec l'arrêt Sainte-Croix. Il y a 5 lignes de bus aussi : 1, 6, 9, 11, 14.
Le tramway passe à proximité. La station la plus proche est Foch/Haras.

## Origine du nom
La rue doit son nom à Aubin d'Angers, moine et abbé breton devenu évêque d'Angers en 529, décédé en 550.

## Historique
C'est dans cette rue que la distillerie Cointreau Frères est fondée en 1849 par les frères Adolphe et Édouard-Jean Cointreau. Elle sera ensuite implantée rue Saint-Laud, place Molière et quai Gambetta.